# Olympische Sommerspiele 1936/Fußball – Halbfinale
Spiele des Halbfinals des olympischen Fußballturniers 1936.

Die Gewinner qualifizierten sich für das Finale, die Verlierer spielten um die Bronzemedaille.

## Italien – Norwegen 2:1 n.V. (1:1/1:0)
| Italien                                                 | Italien | Norwegen | Norwegen |
| ------------------------------------------------------- | --- | --- | -------- |
| Italien                                                 | \| 10. August 1936 um 17:00 Uhr in Berlin (Olympiastadion) \| \| Zuschauer: 95.000 \| \| Schiedsrichter: Pál von Hertzka ( Ungarn) \|                                                               | \| 10. August 1936 um 17:00 Uhr in Berlin (Olympiastadion) \| \| Zuschauer: 95.000 \| \| Schiedsrichter: Pál von Hertzka ( Ungarn) \|                                                                | Norwegen |
| Italien                                                 | Bruno Venturini – Alfredo Foni, Pietro Rava – Giuseppe Baldo, Achille Piccini, Ugo Locatelli – Annibale Frossi, Libero Marchini, Sergio Bertoni, Carlo Biagi, Alfonso Negro Trainer: Vittorio Pozzo | Henry Johansen – Nils Eriksen, Øivind Holmsen – Frithjof Ulleberg, Jørgen Juve, Rolf Holmberg – Reidar Kvammen, Odd Frantzen, Alf Martinsen, Magnar Isaksen, Arne Brustad Trainer: Asbjørn Halvorsen | Norwegen |
| Italien                                                 | 1:0 Negro (15.) 2:1 Frossi (96.) | 1:1 Brustad (58.) | Norwegen |
| 10. August 1936 um 17:00 Uhr in Berlin (Olympiastadion) | | |          |
| Zuschauer: 95.000                                       | | |          |
| Schiedsrichter: Pál von Hertzka ( Ungarn)               | | |          |

## Polen – Österreich 1:3 (0:1)
| Polen                                                   | Polen | Österreich | Österreich |
| ------------------------------------------------------- | --- | --- | ---------- |
| Polen                                                   | \| 11. August 1936 um 17:00 Uhr in Berlin (Olympiastadion) \| \| Zuschauer: 82.000 \| \| Schiedsrichter: Arthur Barton ( Vereinigtes Königreich) \|                                                  | \| 11. August 1936 um 17:00 Uhr in Berlin (Olympiastadion) \| \| Zuschauer: 82.000 \| \| Schiedsrichter: Arthur Barton ( Vereinigtes Königreich) \|                                                                        | Österreich |
| Polen                                                   | Spirydion Albański – Henryk Martyna, Antoni Gałecki – Józef Kotlarczyk, Jan Wasiewicz, Ewald Dytko – Ryszard Piec, Walenty Musielak, Teodor Peterek, Hubert Gad, Gerard Wodarz Trainer: Józef Kaluza | Eduard Kainberger – Ernst Künz, Martin Kargl – Anton Krenn, Karl Wallmüller, Max Hofmeister – Walter Werginz, Adolf Laudon, Franz Mandl, Karl Kainberger, Franz Fuchsberger Trainer: Jimmy Hogan ( Vereinigtes Königreich) | Österreich |
| Polen                                                   | 1:2 Gad (73.) | 0:1 K. Kainberger (14.) 0:2 Laudon (55.) 1:3 Mandl (88.) | Österreich |
| 11. August 1936 um 17:00 Uhr in Berlin (Olympiastadion) | | |            |
| Zuschauer: 82.000                                       | | |            |
| Schiedsrichter: Arthur Barton ( Vereinigtes Königreich) | | |            |